# Nothopanus
Nothopanus — рід грибів родини маразмієві (Marasmiaceae). Цей рід вперше відкрив міколог Рольф Зінгер в 1944 році.

## Класифікація
До роду Nothopanus відносять 6 видів:
- Nothopanus candidissimus
- Nothopanus eugrammus
- Nothopanus minutus
- Nothopanus noctilucens
- Nothopanus nsimalenensis
- Nothopanus vinosofuscus

## Галерея

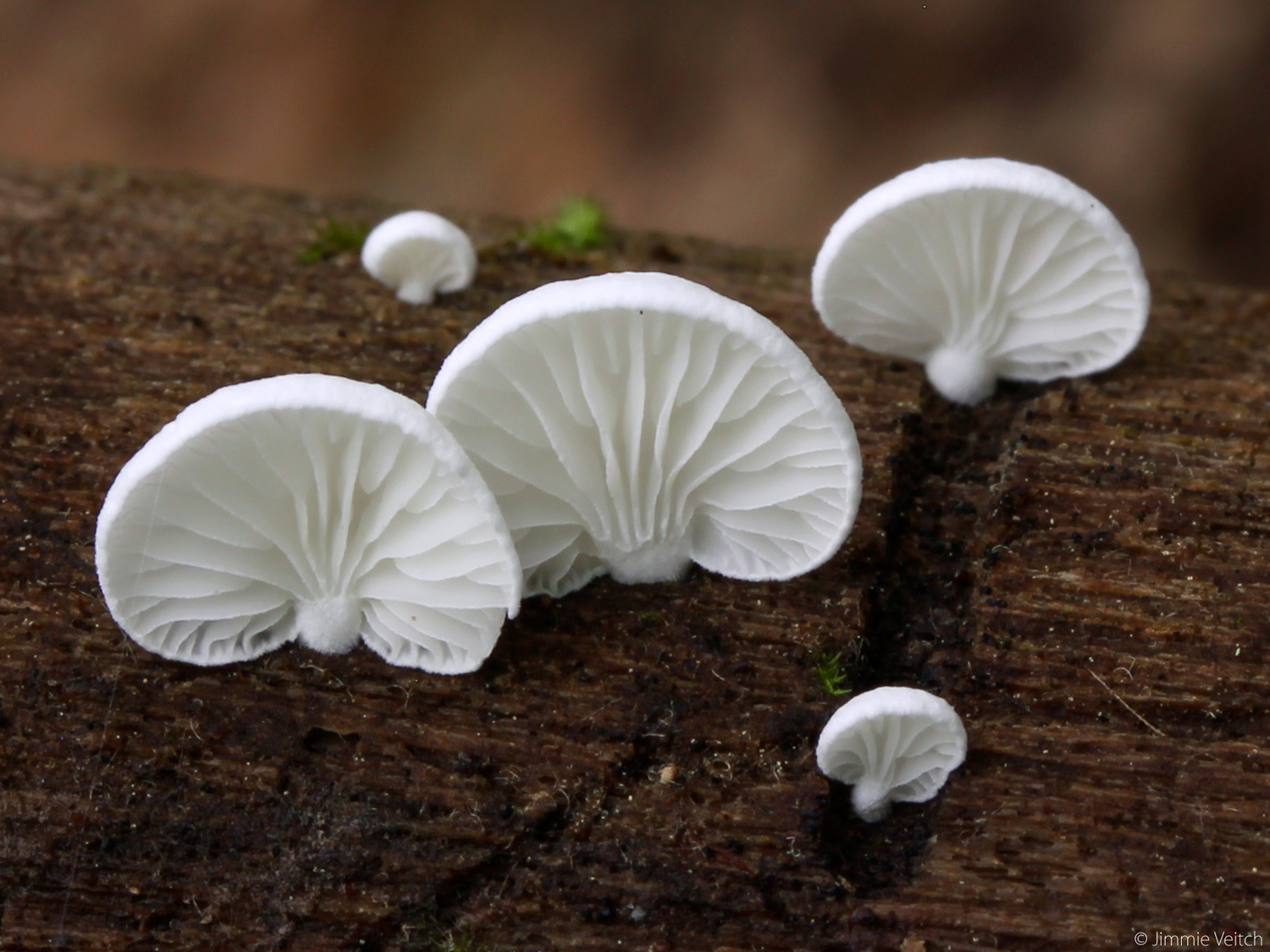
Nothopanus candidissimus
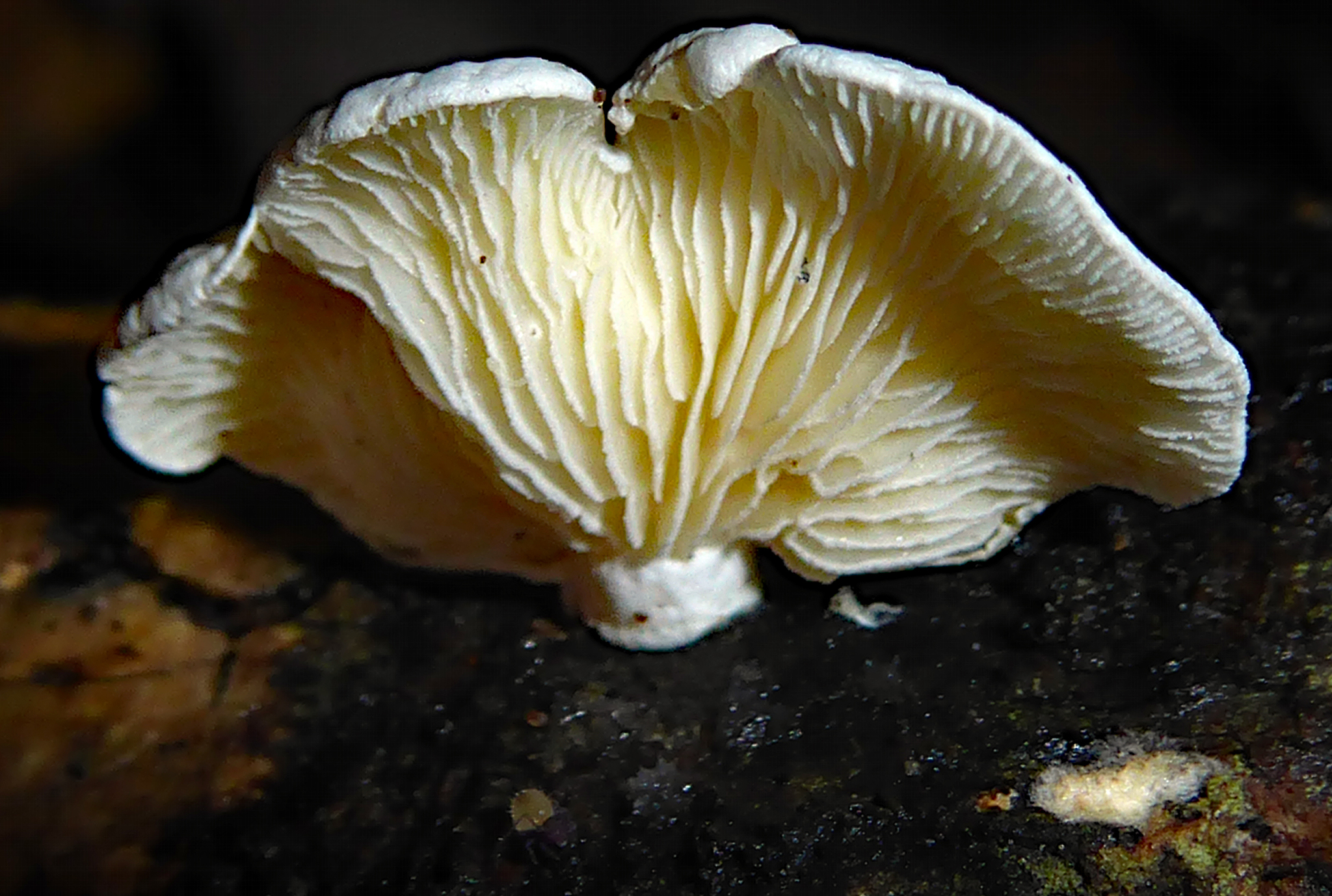
Nothopanus candidissimus